# 橋岡大樹
橋岡大樹（日语：／ Hashioka Daiki */?，1999年5月17日—），日本足球運動員，司職後衛，現效力捷克足球甲级联赛球隊布拉格斯拉維亞，日本國家足球隊成員。

## 俱樂部生涯
1999年5月出生的桥冈大树出道于浦和红钻的梯队，在2018年2月升入球队一队后，他为这支传统日本豪门出战了96场比赛打进6球还有7次助攻。这其中包括了2019年的亚冠联赛。当时的浦和总比分0比3输给沙特阿拉伯球队获得亚军，桥冈大树在半决赛次回合1比0击败广州恒大的比赛中贡献了关键助攻。
2021年1月底，桥冈大树租借加盟了圣图尔登，为期六个月时间。在经历了二月份之后，在2月28日球队0比2完败给欧本的比赛里，桥冈大树上演了首秀登场26分钟。
其后的三场比赛，他都以首发右后卫的身份登场，三场比赛球队2胜1平保持不败。
球队主场2比1击败梅赫伦，他在11分钟送出助攻，队友铃木优磨右脚得分首开记录。第31轮的比赛里，球队客场4比2逆转华斯兰比华伦。他先是在51分钟助攻队友姆博约进球又在84分钟帮助铃木优磨再度得分。
据雅虎日本报道，现效力于比甲圣图尔登的日本后卫桥冈大树已正式转会加盟该俱乐部，此前他曾从浦和红钻租借加盟该队。

## 國家隊生涯
桥冈大树还被选为日本国奥队成员参加了2020年1月8日泰国举办的U23亚洲杯，可惜日本国奥队在小组赛1平2负遭到淘汰。
桥冈大树很早就入选了日本青年队。在2019年12月，他还曾代表日本国家足球队出战了两场比赛。

## 榮譽
浦和紅鑽
- 日本聯賽杯 / 南美俱樂部杯錦標賽冠軍 : 2017[3]
- 天皇杯冠軍 : 2018[4]

## 外部連結
- 日本職業足球聯賽中的橋岡大樹 （日語）